# D'yer Mak'er
〈D'yer Mak'er〉는 1973년 음반 《Houses of the Holy》의 영국의 록 밴드인 레드 제플린의 곡이다. 제목은 영어 사투리로 말할 때 "자메이카"라는 단어의 희곡이다.

## 개요
이 노래는 1970년대 초 자메이카에서 등장한 레게와 그것의 "덥" 파생상품을 모방하기 위한 것이었다. 그 기원은 1972년 레드 제플린의 스타그로브스 리허설에서 드러머 존 본햄이 1950년대 두왑과 비슷한 박자로 시작하다가 그것을 약간 오프 비트 템포로 비틀면서 레게의 영향력이 나타났던 것으로 추정된다. 이 독특한 드럼 소리는 3개의 마이크를 본햄의 드럼에서 아주 멀리 떨어진 곳에 배치함으로써 만들어졌다.